# The Padre's Strategy
The Padre's Strategy è un cortometraggio muto del 1913 diretto da Wilbert Melville.

## Trama
Ramona, una bellissima fanciulla messicana, aiuta la madre vedova lavorando come fioraia. Un giorno, la ragazza conosce José: i due giovani sono subito attratti uno dall'altra e iniziano una romantica storia d'amore. Di sera, Ramona, durante il suo giro nei locali dove si reca con il suo cestino di fiori, entra in un caffè pieno di clienti. In mezzo a ufficiali e a borghesi, a un tavolo, si trova in incognito Vasquez, il capo di una banda di guerriglieri. L'uomo, vedendo la bella fioraia, si incapriccia di lei. Ma Ramona lo respinge. Lui, allora, ordina al suo tenente di seguire la ragazza e di rapirla. José assisterà impotente al rapimento che non riuscirà a impedire.

## Produzione
Il film fu prodotto dalla Lubin Manufacturing Company.

## Distribuzione
Distribuito dalla General Film Company, il film - un cortometraggio di una bobina - venne distribuito nelle sale USA il 13 maggio 1913.